# 島根県道40号川本波多線
島根県道40号川本波多線（しまねけんどう40ごう かわもとはたせん）は、島根県邑智郡川本町から雲南市に至る県道（主要地方道）である。

## 概要
飯石郡飯南町志津見 - 雲南市掛合町波多間はかつて三瓶山東口有料道路だった（1982年（昭和57年）5月1日無料開放）。

### 路線データ
- 起点：邑智郡川本町大字川下・川下交差点（国道261号交点、島根県道32号温泉津川本線終点）
- 終点：雲南市掛合町波多（国道54号交点）
- 総延長：42.8 km

## 歴史
- 1993年（平成5年）5月11日 - 建設省から、県道川本波多線が川本波多線として主要地方道に指定される[1]。
- 2021年（令和3年）8月2日 - 多田 - 港工区の多田トンネル（1.01 km）が開通[2]。

## 路線状況

### 重複区間
- 島根県道31号仁摩邑南線（邑智郡川本町大字川本 地内）
- 島根県道291号別府川本線（多田 - 港工区内：邑智郡川本町大字大字久座仁 - 邑智郡川本町大字多田）
- 国道375号（邑智郡美郷町粕渕 - 邑智郡美郷町久保）
- 島根県道325号佐田八神線（雲南市掛合町波多 地内）

### 道路施設

#### トンネル
- 多田トンネル：延長1.012 m[2]、2021年（令和3年）竣工、邑智郡川本町
- 賽ノ神トンネル：延長240 m、1995年（平成7年）竣工、邑智郡美郷町
- 丸山トンネル：143 m、1999年（平成11年）竣工、邑智郡美郷町
- 粕淵トンネル：延長316 m、2003年（平成15年）、邑智郡美郷町（国道375号重複区間内）
- 井ノ奥トンネル：655 m、2003年（平成15年）竣工、邑智郡美郷町
- 縺（もつれ）トンネル：141 m、2004年（平成16年）竣工、邑智郡美郷町
- 長方トンネル：206 m、2010年（平成22年）竣工、邑智郡美郷町
- 角井トンネル：120 m、1968年（昭和43年）竣工、飯石郡飯南町

## 地理

### 通過する自治体
- 邑智郡川本町
- 邑智郡美郷町
- 大田市
- 飯石郡飯南町
- 雲南市

### 交差する道路
| 交差する道路                         | 市町村名 | 市町村名 | 交差する場所           | 交差する場所      |
| ------------------------------------ | -------- | -------- | ---------------------- | ----------------- |
| 国道261号 島根県道32号温泉津川本線   | 邑智郡   | 川本町   | 大字川下（かわくだり） | 川下交差点 / 起点 |
| 島根県道187号川本大家線              | 邑智郡   | 川本町   | 大字谷戸               |                   |
| 島根県道31号仁摩邑南線 重複区間起点  | 邑智郡   | 川本町   | 大字川本               |                   |
| 島根県道222号川本停車場線            | 邑智郡   | 川本町   | 大字川本               |                   |
| 島根県道31号仁摩邑南線 重複区間終点  | 邑智郡   | 川本町   | 大字川本               |                   |
| 国道375号 重複区間起点               | 邑智郡   | 美郷町   | 粕渕                   |                   |
| 国道375号 重複区間終点               | 邑智郡   | 美郷町   | 久保                   |                   |
| 島根県道30号三瓶山公園線             | 大田市   | 大田市   | 三瓶町志学             |                   |
| 国道184号                            | 飯石郡   | 飯南町   | 志津見                 |                   |
| 島根県道325号佐田八神線 重複区間起点 | 雲南市   | 雲南市   | 掛合町波多             |                   |
| 島根県道325号佐田八神線 重複区間終点 | 雲南市   | 雲南市   | 掛合町波多             |                   |
| 国道54号                             | 雲南市   | 雲南市   | 掛合町波多             | 終点              |
| 多田 - 港工区                        |          |          |                        |                   |
| 島根県道291号別府川本線 重複区間起点 | 邑智郡   | 川本町   | 大字久座仁             |                   |
| 島根県道291号別府川本線 重複区間終点 | 邑智郡   | 川本町   | 大字多田               |                   |

### 沿線
- 川本町役場
- 美郷町役場
- 野外音楽堂スペランツァ
- 音戯舘
- 明神岩
- 江の川
- 三瓶山
- 三瓶温泉
- 島根県立三瓶自然館サヒメル
- アイリスライン（元有料道路：1987年（昭和62年）3月31日無料開放）
- 志津見ダム：2011年（平成23年）完成
- ふれあいの里奥出雲公園